# Cànem a Txèquia

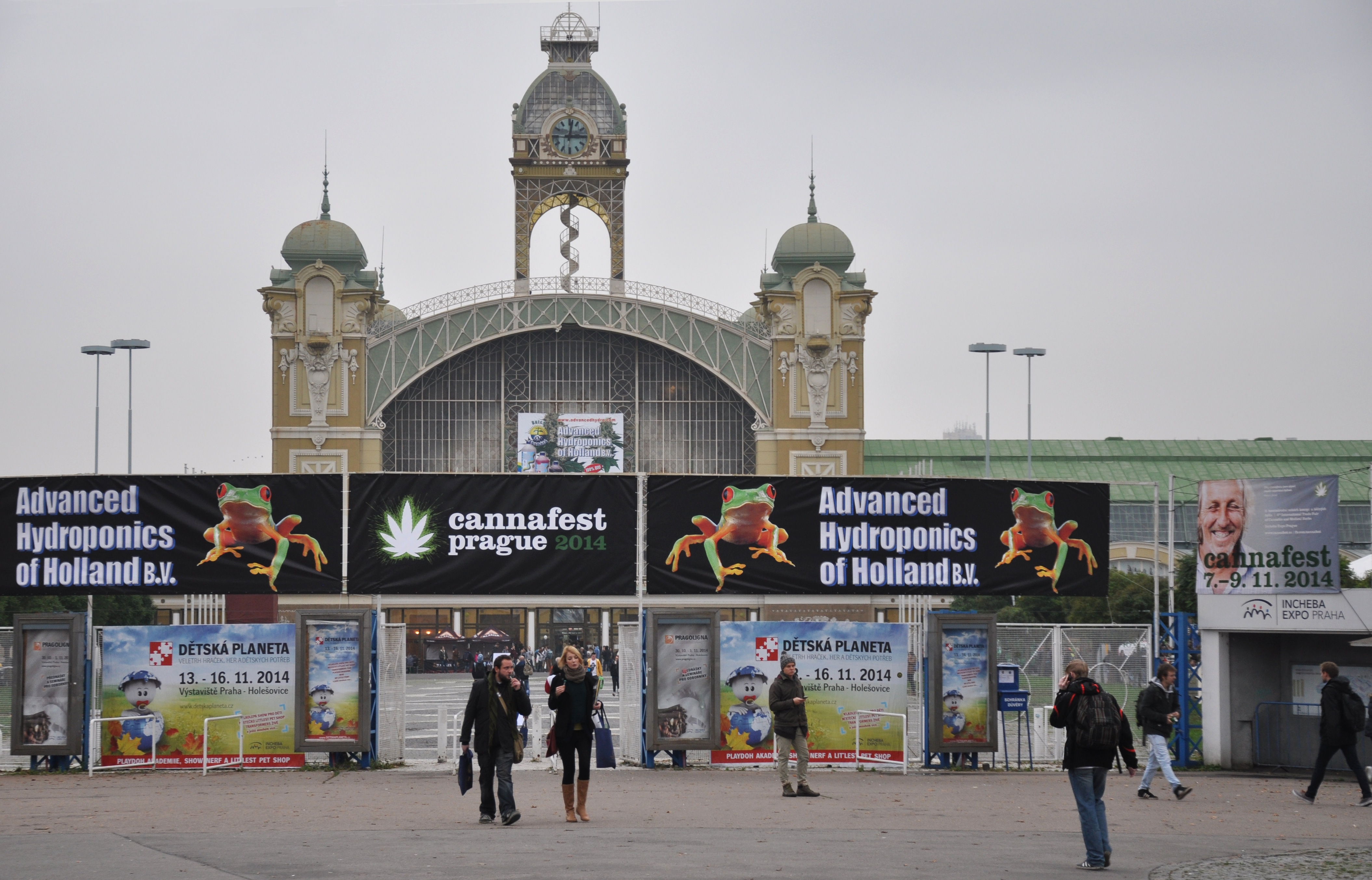
Cannafest Prague 2014

Txèquia tolera la possessió de petites quantitats de cànnabis: fins a 15 grams de marihuana i 5 grams de resina. Des de l'1 d'abril de 2013 la utilització de cànnabis terapèutic ha esdevingut legal.